# Foufi
Foufi is een Belgische stripreeks van de hand van tekenaar/schrijver Roger Camille (Caïro, 24 mei 1936 - Schaarbeek, 23 mei 2006, pseudoniem Kiko). De strip speelt zich geheel af in de sfeer van de Duizend-en-een-nacht-verhalen.
De strip werd gepubliceerd tussen 1965 en 1979 in het stripblad Robbedoes en het Franstalige equivalent daarvan, Spirou.

## Publicatiegeschiedenis

### Voorgeschiedenis
Tekenaar Camille, die bekend is geworden onder het pseudoniem Kiko, was in Egypte geboren en werkte vanaf eind jaren vijftig voor het Egyptische striptijdschrift Samir. In 1962 verbleef hij in Canada en in 1963 vestigde hij zich in België. 
Hij woonde en werkte anderhalf jaar in het atelier van André Franquin in Brussel. In deze periode ontwikkelde hij samen met Franquin de personage van de kleine Perzische jongen Foufi. De eerste Foufi strips werden gepubliceerd in een Arabische editie van een stripweekblad in Beiroet. Verschillende grappen uit deze beginperiode waren geschreven door Franquin. De strip verscheen in de eerste 35 nummers van dit tijdschrift in 1964. Daarna begon een samenwerking met het tijdschrift Robbedoes / Spirou van uitgeverij Dupuis. Franquin had Charles Dupuis overtuigd om Camille op te nemen in het Robbedoes-team. Tussen 1964 en 1966 tekende hij voor Robbedoes de strip Djinn, met een scenario van Jacques Devos. Tussen 1966 en 1968 verschenen bij Dupuis drie Franstalige kinderboeken van Foufi.

### Publicatie in Robbedoes
De eerste publicatie van Foufi in Robbedoes was in mei 1965. De strip was populair bij de lezers van Robbedoes en verscheen regelmatig op de voorpagina van het blad, in 1966 zelfs viermaal. In 1968 verschenen er twee albums, Het toverkastje en Foufi en zijn tovertapijt. Beide albums bevatten korte verhalen. Maar een albumpublicatie van de lange verhalen Het wonder elixer (1968) en Het geheim in de bergen (1969) bleef uit. Ondanks de populariteit werd de serie vanaf 1970 minder door de uitgeverij gesteund en de verhalen werden niet meer in albumvorm uitgegeven. Wel verscheen er in mei 1970 nog een Foufi-poster in Spirou. Camille was gedwongen om weer terug te keren naar illustratie- en reclamewerk.  
In de jaren zeventig verscheen de strip uitsluitend in het weekblad Robbedoes / Spirou met korte verhalen en nog één lang verhaal Om de tong van de kalief. Een aantal pagina's van dit verhaal werd tijdens de publicatie in 1973 als miniposter op de middelste twee bladzijden van Robbedoes afgedrukt (Robbedoes nr. 1828, 1832, 1835, 1836, en 1843). De strip was inmiddels van karakter veranderd en richtte zich nu meer op de volwassen lezer. De tekeningen waren gedetailleerder en zwieriger geworden - een tekenstijl die leek op die van Franquin - en het verhaal (Om de tong van de kalief) was grillig en complex. Voor veel lezers van Robbedoes werd de strip te ontoegankelijk, met als gevolg slechte kritieken. Toch was Foufi nog steeds bij een aanzienlijk deel van de lezers populair. In juni 1973 verscheen Foufi voor het laatst op de voorpagina van het blad. Na het verhaal Om de tong van de kalief was Foufi vijf jaar afwezig en kwam terug in 1978 en 1979 met een aantal korte verhalen. De laatste publicatie was in juli 1979. Ten slotte verscheen in augustus 1979 in Spirou nog een poster van Foufi.

### Heruitgaven
Na een periode van vergetelheid verscheen in 1999 bij uitgeverij Arcadia het album De hoogvlieger (met pagina's in zwart/wit) in een oplage van 785 exemplaren die allemaal door de auteur werden gesigneerd. Tussen 1996 en 2009 verschenen een aantal Franstalige albums van Foufi bij uitgeverij Point Image en bij uitgeverij Editions du Taupinambour. Maar dit zijn uitgaven in een beperkte oplage die het grote publiek niet bereiken.
In 2014-2016 verscheen een illegale Franstalige integrale uitgave van alle verhalen verdeeld over 8 albums, een complete revival van alle in Robbedoes gepubliceerde Foufi-verhalen.

## Inhoud
Foufi is een kleine jongen die in het bezit is van een vliegend tapijt. Hij woont in het land van Duizend-en-een-nacht te midden van sultans, sjeiks, tovenaars, fakirs en magische tapijten. Hij draagt altijd een rode fez. 
Foufi is zuiver van hart, daarom kan hij een magisch tapijt bezitten. Zijn belangrijkste bezigheden zijn niets doen en zo comfortabel mogelijk slapen. De siësta in de schaduw van zijn tapijt is een van zijn geliefde bezigheden. Hij houdt van zoete dadels en helpt, waar mogelijk, de kansarmen. Zijn tapijt heeft verschillende eigenschappen, maar het kan ook vliegen. Voor Foufi is het vooral een transportmiddel, maar hij vergeet vaak de juiste formule voor zijn magisch tapijt.
Belangrijke nevenpersonages zijn de sjeik El Haoui – met wie Foufi is bevriend – en de kwaadaardige tovenaar Galagalah, die erop uit is om de macht te grijpen.

## Albums
| nummer | titel                     | jaar | uitgeverij |
| ------ | ------------------------- | ---- | ---------- |
| 1      | Het toverkastje           | 1968 | Dupuis     |
| 2      | Foufi en zijn tovertapijt | 1968 | Dupuis     |

| nummer | titel          | jaar | uitgeverij |
| ------ | -------------- | ---- | ---------- |
| 1      | De hoogvlieger | 1999 | Arcadia    |

## Lange vervolgverhalen
In Robbedoes verschenen drie lange verhalen die tot op heden niet in albumvorm zijn verschenen
| titel                    | aantal pagina's | jaar | Publicatie in Robbedoes / Spirou |
| ------------------------ | --------------- | ---- | -------------------------------- |
| Het wonder elixer        | 54              | 1968 | Robbedoes nr. 1575 - 1601        |
| Het geheim in de bergen  | 46              | 1969 | Robbedoes nr. 1615 - 1638        |
| Om de tong van de kalief | 46              | 1973 | Robbedoes nr. 1823 - 1843        |

## Verhalen in Robbedoes
Alle verhalen gepubliceerd in Robbedoes :
| titel                                         | aantal pagina's | jaar | publicatie in Robbedoes / Spirou |  |
| --------------------------------------------- | --------------- | ---- | -------------------------------- |  |
| Foufi en het tovertapijt                      | 24              | 1965 | Robbedoes nr. 1413 t/m 1424      |  |
| De vliegende dieven                           | 20              | 1965 | Robbedoes nr. 1425 t/m 1434      |  |
| Foufi en de vallende ster                     | 8               | 1965 | Robbedoes nr. 1445               |  |
| Foufi en de doornstruik                       | 6               | 1966 | Robbedoes nr. 1470               |  |
| De pasja met vakantie                         | 6               | 1966 | Robbedoes nr. 1474               |  |
| Het toverkastje                               | 24              | 1966 | Robbedoes nr. 1481 t/m 1492      |  |
| Foufi en de parelvisser                       | 6               | 1966 | Robbedoes nr. 1496               |  |
| Uit vissen                                    | 6               | 1967 | Robbedoes nr. 1509               |  |
| The kid                                       | 4               | 1967 | Robbedoes nr. 1513               |  |
| Die dekselse Foufi op zijn vliegende krokodil | 6               | 1967 | Robbedoes nr. 1515               |  |
| Foufi en Joessoef de olieslager               | 6               | 1967 | Robbedoes nr. 1517               |  |
| Foufi en de Nabab                             | 14              | 1967 | Robbedoes nr. 1528 t/m 1532      |  |
| Foufi en de vliegende prinses                 | 6               | 1967 | Robbedoes nr. 1542               |  |
| Stroop, jam en dadels                         | 4               | 1967 | Robbedoes nr. 1549               |  |
| En de meloenen van Agoez                      | 3               | 1968 | Robbedoes nr. 1553               |  |
| Foufi en het feest bij de sultan              | 6               | 1968 | Robbedoes nr. 1555               |  |
| Foufi en de oosterse aantrekkingskracht       | 6               | 1968 | Robbedoes nr. 1572 t/m 1574      |  |
| Het wonder elixer                             | 54              | 1968 | Robbedoes nr. 1575 t/m 1601      |  |
| Verhitte sjouwers, koel beloond               | 6               | 1969 | Robbedoes nr. 1606               |  |
| Het geheim in de bergen                       | 46              | 1969 | Robbedoes nr. 1615 t/m 1638      |  |
| Naar de maan                                  | 2               | 1969 | Robbedoes nr. 1651               |  |
| De hoogvlieger                                | 6               | 1970 | Robbedoes nr. 1656               |  |
| Kloppartij                                    | 4               | 1970 | Robbedoes nr. 1689               |  |
| Ezel in de woestijn                           | 6               | 1971 | Robbedoes nr. 1708               |  |
| De schat van El Poen-Haatje                   | 6               | 1972 | Robbedoes nr. 1766               |  |
| Om de tong van de kalief                      | 52              | 1973 | Robbedoes nr. 1823 t/m 1843      |  |
| 't Plan van de toverman                       | 4               | 1978 | Robbedoes nr. 2089               |  |
| Foufi                                         | 4               | 1978 | Robbedoes nr. 2096               |  |
| Pech met hangmat                              | 3               | 1978 | Robbedoes nr. 2104               |  |
| Foufi                                         | 1               | 1979 | Robbedoes 2135                   |  |
| De volksheld                                  | 6               | 1979 | Robbedoes nr. 2139               |  |
| Klappen                                       | 4               | 1979 | Robbedoes nr. 2151               |  |

## Franstalige albums
| titel                            | jaar | uitgever                 | bijzonderheden    |
| -------------------------------- | ---- | ------------------------ | ----------------- |
| Le Coffret Magique               | 1988 | Editions MC Productions  |                   |
| Les voleurs volants              | 1988 |                          |                   |
| Le Petit Fou Filant              | 1996 | Editions Point Image     | zwart/wit         |
| L'Elixir de Charme               | 1998 | Editions Point Image     | zwart/wit         |
| Bouffées d'Envol                 | 2000 | Editions Point Image     | zwart/wit         |
| Une couverture de soleil         | 2007 | Melmac uitgaven          | gedeelteijk kleur |
| La tournée des grands dupes      | 2009 | Editions du Taupinambour | kleur             |
| La tournée des grandes dupes     | 2014 | Grafik                   | kleur             |
| Foufi et l'héritage enchanté     | 2016 | Grafik                   | kleur             |
| Foufi sur son drole de crocodile | 2016 | Grafik                   | kleur             |
| Déconfiture de dattes            | 2016 | Grafik                   | kleur             |
| L'élixir de charme               | 2016 | Grafik                   | kleur             |
| Le secret de la montagne         | 2016 | Grafik                   | kleur             |
| Le trésor de Babaa-Gour          | 2016 | Grafik                   | kleur             |
| Les caroussels                   | 2016 | Grafik                   | kleur             |

Naast de bovenstaande stripalbums verschenen er van 1966 tot 1968 drie Franstalige Foufi boeken in de Dupuis kinderboekenreeks Carrousel:
1. 1966 - Foufi et le tapis enchanté
2. 1967 - Foufi et Kifkif le petit bourricot
3. 1968 - Foufi et la lampe d'or

Spirou nr. 1674 (14 mei 1970) en Spirou 2157 (16 augustus 1979) bevatten een  een uitvouwbare poster van Foufi.